# Great Western Greenway
De Great Western Greenway (Iers: Bealach Mór an Iarthair) is een fiets- en wandelroute in County Mayo in Ierland. Ze volgt de baan van een voormalige spoorweg.
Het pad is vrijwel vrij van autoverkeer. De route is 42 kilometer lang en loopt van Westport naar Achill, langs Clew Bay. Aan de route liggen de plaatsen Newport en Mulranny. De route volgt het traject van de voormalige spoorlijn tussen Westport en Achill. Vanaf 1894 werd de spoorlijn aangelegd om de economische ontwikkeling van het gebied te stimuleren. In 1937 werd de lijn weer gesloten voor personenvervoer, omdat wegverkeer concurrerender was. Vanaf 2010 werd het traject geschikt gemaakt voor gebruik door fietsers en wandelaars. Vanwege de aanleg als spoorlijn zijn er geen steile hellingen. De hele route is verhard of half verhard uitgevoerd.